# Ministerium für Wissenschaft und Technologie (China)

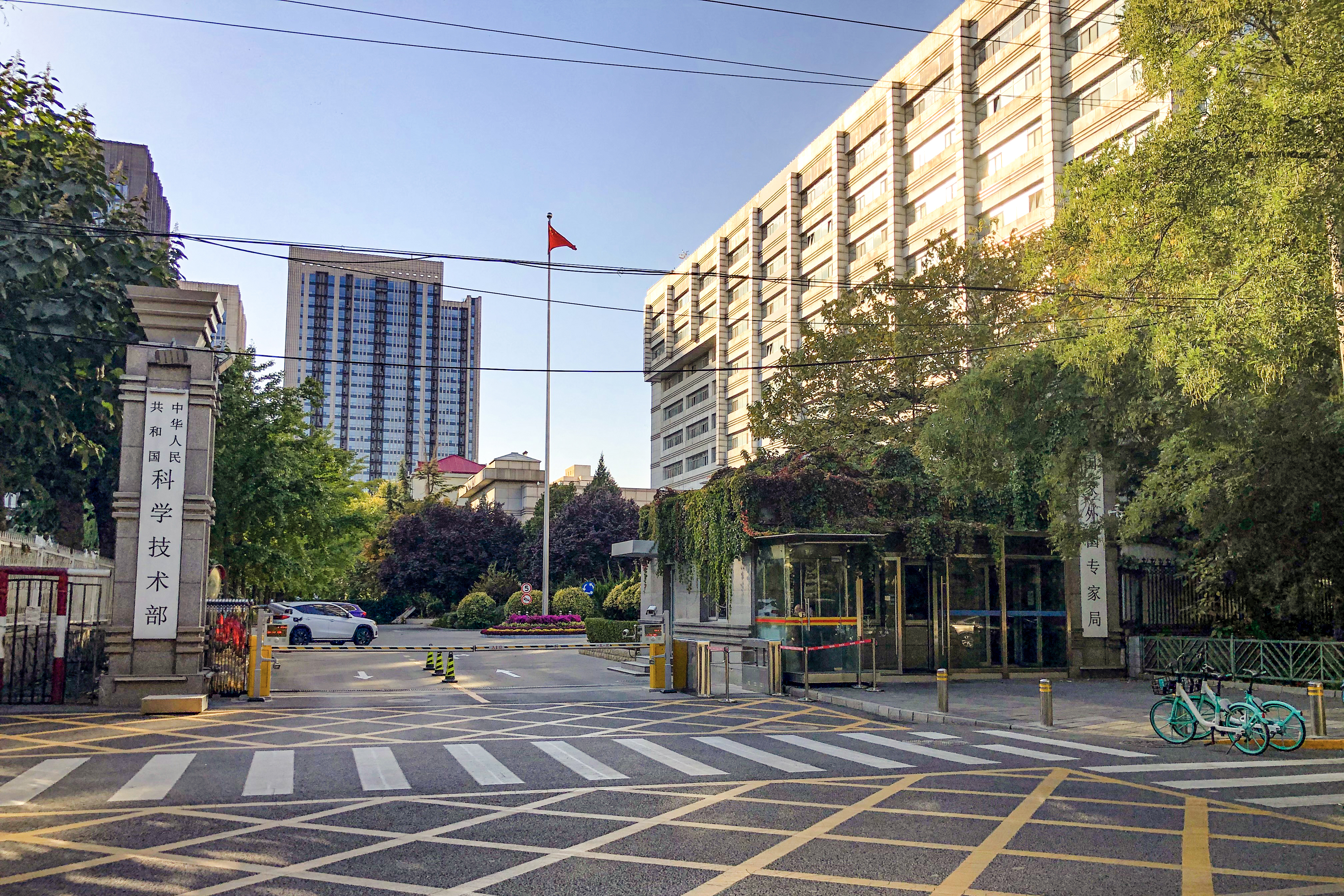
Das Ministerium für Wissenschaft und Technologie

Das Ministerium für Wissenschaft und Technologie (Kurzzeichen: 中华人民共和国科学技术部, Pinyin: Zhōnghuá Rénmín Gònghéguó Kēxué Jìshùbù), auch bekannt als MOST (engl.: Ministry of Science and Technology) ist ein Ministerium der chinesischen Zentralregierung. Es war ursprünglich die Staatskommission für Wissenschaft und Technologie (中华人民共和国科学技术委员会, Pinyin Zhōnghuá Rénmín Gònghéguó Kēxué Jìshù Wěiyuánhuì, ab September 1977 中华人民共和国国家科学技术委员会, Pinyin Zhōnghuá Rénmín Gònghéguó Guójiā Kēxué Jìshù Wěiyuánhuì). Am 10. März 1998 wurde es im Rahmen einer vom Nationalen Volkskongress beschlossenen Kabinettsreform umgestaltet.

## Liste der Minister
| #                                                        | Name                  | Amtsanfang      | Amtsende        |
| -------------------------------------------------------- | --------------------- | --------------- | --------------- |
| Direktor der Kommission                                  |                       |                 |                 |
| 1                                                        | Nie Rongzhen (聂荣臻) | November 1958   | Juni 1970       |
| in die Chinesische Akademie der Wissenschaften überführt |                       |                 |                 |
| 2                                                        | Fang Yi (方毅)        | September 1977  | September 1984  |
| 3                                                        | Song Jian (宋健)      | September 1984  | März 1998       |
| Minister                                                 |                       |                 |                 |
| 4                                                        | Zhu Lilan (朱丽兰)    | März 1998       | Februar 2001    |
| 5                                                        | Xu Guanhua (徐冠华)   | Februar 2001    | April 2007      |
| 6                                                        | Wan Gang (万钢)       | April 2007      | März 2018       |
| 6                                                        | Wang Zhigang (王志刚) | März 2018       | Oktober 2023    |
| 7                                                        | Yin Hejun (阴和俊)    | ab Oktober 2023 | ab Oktober 2023 |